# 渡辺糺
渡辺 糺（わたなべ ただす）は、安土桃山時代から江戸時代初期にかけての武将。槍術家。豊臣氏の家臣。通称を内蔵助（くらのすけ）とし、渡辺内蔵助の名の方が知られる。内蔵助流槍術の祖であり、船津流槍術の祖である船津八郎兵衛の師匠。

## 略歴
父は渡辺昌（宮内少輔）、母は淀殿の側近の正栄尼という以外、詳細は不明。父は本能寺の変の後に豊臣秀吉の馬廻衆になったともいう。
糺は槍の名手であり、豊臣秀頼の槍の指南役（師範）として仕えた。本知500石。
ある時、秀頼が児小姓十人ばかりつれて津田出雲守と糺を警護として野田村に船で藤見に出かけた。終日酒宴を開いたが、このとき薩摩の野郎組の6人と喧嘩があって出雲守が手傷を負った。助けに入った糺は1人で3人を討ち取りし、残りを傷を負わせて追い払った。この一件で糺は武名を広めた。
慶長19年（1614年）の大坂冬の陣で、糺は豊臣家の譜代衆の1人として参加し、根来衆の鉄砲隊300名を率いた。禄高は低かったが、母の影響力と総大将秀頼の師範であったということで権勢を振い、鬮取奉行を務め、大将格の大野治長と2人で城中の諸事の決定を下していたという。しかし、大坂城の黒門口の配置を巡っては治長と言い争い、殺傷沙汰に発展しかねない騒動を起して周囲に止められている。

11月26日、鴫野口での戦闘で、治長らと出陣したが、上杉景勝隊の直江兼続、堀尾忠晴らの鉄砲・大筒を横合いに受けて、糺の部隊は大いに崩れて敗退した。この戦いでは大坂方の諸部隊の全てが敗れたのではあるが、糺は槍の名人という触れ込みであったのに逃げ方が酷いというので、上杉軍の鉄砲の轟音を聞いただけで兵を退いたのだろうと笑い者とされ、「渡辺が浮名をながす鴫野川　敵にあふては目はくらの介」という狂歌を詠まれて嘲笑された。
このため翌年の大坂夏の陣では、冬の陣での汚名を雪ぐべく、糺は一歩も退かぬ覚悟で大指物を腰に付けて奮戦し、真田信繁の寄騎として道明寺の戦いや天王寺・岡山の戦いを転戦した。特に茶臼山では真田信倍・大谷吉治（吉久）・伊木遠雄・福島正守・正鎮らと真田隊を構成して突撃した。しかし信繁が討死して敗退し、糺も家臣を失って、大坂城に退いたときには深手を負っていたので、山里丸に隠れようとする秀頼一行とは別れて、最期は千畳敷で母に見守られながら自害し、母もすぐ後に追って果てた。『青大録』によると、糺は秀頼から賜った一尺八寸の貞宗の刀で腹を切って、山本鐵斎が介錯したという。

## 登場作品
テレビドラマ
- 『葵 徳川三代』（2000年、演：梨本謙次郎）